# Румбуркское восстание
Румбуркское восстание (чеш. Rumburská vzpoura) — антивоенное выступление чешских солдат запасного батальона 7-го полка австро-венгерской армии, размещенного в г. Румбурке (Северная Чехия), 21 мая 1918 года. Поводом к восстанию, в основном, послужило недостаточное снабжение, невыплата денежного обеспечения и издевательства немецких офицеров.
Инициаторами выступления стали солдаты, вернувшиеся в начале 1918 года из русского плена, ставшие свидетелями Октябрьской революции в России. Нелегальный комитет во главе с Франтишеком Ногой намеревался, подняв восстание и объединившись с солдатами других частей, а также гражданским населением, двинуться на Прагу.
Восстание началось прежде чем закончилась его подготовка. Непосредственным толчком к выступлению послужил стихийный взрыв возмущения против сокращения нормы выдачи хлеба и внеочередной отправки на фронт маршевой роты, в которую были включены многие члены нелегального комитета.
Мятеж начался 21 мая 1918 года в 6 часов утра. Его организаторами были 65 человек во главе с Ф. Ногой, которые отказались повиноваться своим командирам. Постепенно пополняя свои ряды, общее число присоединившихся составило от 700 до 1000 человек.
Хотя вспыхнуло восстание стихийно, его лидеры быстро установили контакт с солдатами чешского 18-го пехотного полка в г. Градец-Кралове. Восставшие под руководством Ф. Ноги и С. Водички арестовали офицеров, захватили оружие, освободили из тюрьмы политических заключенных.
Восстание, грозило перерасти в революцию, назревавшую на чешских землях. Повстанцы первым заняли город Румбурк, а затем отправились маршем к г. Нови-Бор, где были окружены и разбиты войсками австро-венгерской армии, состоящими, в основном, из чешско-говорящих солдат, и жандармерией.
10 руководителей Румбуркского восстания были расстреляны, более 400 солдат приговорены к различным срокам заключения в казематах крепости Терезин, откуда их освободила революция в октябре 1918 года.
Румбуркское восстание наряду с другими вооруженными выступлениями солдат и матросов весной—осенью 1918 г. явилось показателем распада австро-венгерской армии и важнейшим симптомом приближающейся революции 1919 года на территории Австро-Венгрии.